# Aéroport de Saint-Nazaire - Montoir
L'aéroport de Saint-Nazaire - Montoir (code IATA : SNR • code OACI : LFRZ) est un aéroport du département de Loire-Atlantique situé sur la commune de Montoir-de-Bretagne. Il est également appelé par les Nazairiens, aéroport de Gron. Gron étant le quartier où se situent les infrastructures aéroportuaires et Airbus Industrie,.

## Situation
L'aéroport est situé à 6,9 km au nord-est de Saint-Nazaire, à proximité immédiate du terminal méthanier de Montoir-de-Bretagne.

## Agrément
L'aéroport de Saint-Nazaire - Montoir fait partie de la liste no 1 (aérodromes ouverts à la circulation aérienne publique) des aérodromes autorisés au 31 janvier 2010 (décret : NOR :DEVA1012766K ). Les terrains de l'aérodrome appartiennent à l'armée française.
Cet aérodrome est ouvert au trafic national commercial, aux avions privés tant en IFR qu'en VFR de jour.
Il est essentiellement utilisé pour les vols liés à l'activité de l'usine Airbus installée à proximité des pistes. C'est sur la piste de Montoir que la Société nationale industrielle aérospatiale a réalisé, fin 1972, les premiers essais de son avion d'affaires et de liaison, la Corvette.
En 2016, l'aéroport était toujours le 7e aéroport Français en termes de fret avionné avec 24 190 tonnes. En 2024, elle voyait passer 22 287 tonnes de fret avionné.
Il accueille chaque jour, un ou plusieurs BELUGA (avion A 300-600ST) pour le transport des éléments des A 350, A 330 et A 320 (depuis et vers Toulouse, Albert Picardie, Hambourg en Allemagne, Séville en Espagne...).
L'infrastructure accueille également un détachement Aérien de la Gendarmerie (D.A.G.) créé en 1963 et composé d'un hélicoptère Écureuil AS 350BA n°F-MJCA.
À la suite de la mise en place depuis avril 2022, du couvre-feu sur l'aéroport de Nantes entre minuit et six heures, les avions des équipes de football jouant notamment à 21h00 au stade de la Beaujoire, voient leurs appareils se repositionner sur l'aéroport de Saint-Nazaire pour pouvoir redécoller après match, généralement vers 01h00.

## Infrastructures
L'aérodrome est doté d’une piste revêtue (de résistance 46 tonnes par train) orientée 07/25 (QFU 075/255) de 2 400 m de long sur 45 m de large.
Balisage haute intensité de la rampe d'approche piste 25 et haute intensité pour la 07 pendant les heures d'ouverture des services ATS ainsi qu'un PCL et un STAP (système de transmission automatique de paramètres) (avec paramètres: Vent, visibilité, base des nuages, QFU, QNH, QFE).
Initialement prévus fin 2016, c'est à l'été 2019 que des travaux d'amélioration du balisage ont été effectués pour permettre aux avions de se poser dans des conditions beaucoup plus difficiles mais aussi de renforcer à l’impact les caractéristiques de la piste, mettre un balisage lumineux central, allonger la longueur de la rampe d’approche, recalibrer les raquettes de retournement, élargir le taxiway « B » et adapter le Parking.
Ces travaux ont eu pour objectif d'accueillir en 2019 le remplaçant du Béluga, le Béluga XL (construit en partie à St Nazaire et assemblé à Toulouse). Le béluga représente 800 rotations annuelles.
- Coût des travaux : entre 20 M€.
- Maitre d'œuvre: Vinci via sa filiale Eurovia et en sous-traitante, la PME locale Charier TP mais aussi Egis ou Capingélec (balisage).

Le Béluga XL a pu se poser pour la première fois le 27 août 2019 après des travaux réalisés entre avril et septembre 2019 qui ont nécessité des fermetures de la piste la nuit et de l'aéroport total fin juillet à début août.

### L'aérogare de Saint Nazaire-Montoir
L'aérogare est de dimension modeste, car le hall d'accueil ne fait que 70 m2 et l'aérogare 614 m2. La capacité de traitement annuel est de cent cinquante mille passagers. Le parking de stationnement des aéronefs est de 10 000 m2. Le parking véhicule des passagers est de cinquante places.
La concession est confiée à Vinci Airports, tout comme celle de l'aéroport de Nantes Atlantique, situé à soixante kilomètres, et comme l'a été aussi celle de l'aéroport du Grand Ouest qui devait être implanté à Notre-Dame-des-Landes, à quarante kilomètres, mais dont le projet est aujourd'hui abandonné.
L'aéroport de Saint-Nazaire était également le siège social de la compagnie aérienne Eagle Aviation France, spécialiste de la location longue durée d'avions de lignes type Boeing 757-200, 777-200 ou Airbus 300-600 à des compagnies tierces. La compagnie fut mise en liquidation judiciaire par le Tribunal de Commerce de Saint-Nazaire le 4 février 2009 en raison de difficultés financières,. Elle revît sous le nom de Noor Airways en exploitant un seul avion (Boeing 747-400) mais fut mise en redressement judiciaire en 2010.
L'aérogare accueille quant à elle, la compagnie aérienne d'hélicoptère Héliberté et un centre de pilotage et d'aviation Skytraining.
En juin 1990, lors du Sommet France-Afrique de la Baule, l'aéroport avait accueilli une partie des délégations, lors de la fermeture de la piste de l'aéroport de Nantes pour travaux en 1997, l'aéroport avait accueilli plusieurs charters (1 500 passagers environ) et 1998, lors de la coupe du monde de football, l'équipe d'Angleterre avait établi son campement à La Baule et décollait de Saint-Nazaire.
Pendant le championnat d'Europe de football 2016, l'aéroport de Saint-Nazaire avait accueilli les avions des équipes nationales de Pologne et Suède,, qui avaient respectivement choisi comme camps de base, La Baule-Escoublac et Pornichet. Le Suédois, star du ballon rond, Zlatan Ibrahimovic a atterri le premier jour en jet privé, trente minutes avant l'avion de ses coéquipiers.
À la suite de l'abandon du projet d'aéroport du Grand-Ouest à Notre-Dame-des-Landes, des élus et collectifs citoyens évoquent la possibilité pour l'aéroport de Saint-Nazaire de « décharger » l'aéroport de Nantes de ses vols « fret » ou « low cost ».
Depuis avril 2022 et à la suite du couvre-feu imposé sur l'aéroport de Nantes à partir de minuit, les équipes de football professionnelles venant jouer au stade de Nantes-la Beaujoire avec un match à 21h00, redécollent de l'aéroport de Saint-Nazaire. Lorsque les Canaris reviennent d'un match tardif joué en extérieur, atterrissent également à Saint Nazaire avec leur avion de type Embraer 145 (immatriculé F-HFCN) de la compagnie Thalair, filiale de VallJet, société d'aviation co-fondée par Waldemar Kita, homme d'affaires et actuel propriétaire du club de football Nantais (FCN).

### Aéroclub de l'Estuaire
Sur l'aérodrome se trouve également l'aéroclub de l'Estuaire, qui forme au pilotage d'un avion en vue d'obtenir le brevet de base (BB), la licence de pilote privé (PPL) et la qualification vol de nuit. L'aéroclub permet aussi aux jeunes d'obtenir le Brevet d'initiation aéronautique (BIA) et propose de baptêmes de l'air. Sa flotte est composée de trois avions, deux DR 400 et un MCR 4S.

## Liaisons aériennes

### Lignes actuelles

#### • Liaison Airbus Industrie
Quotidiennement, un vol spécial (appelé navette d'entreprise en aéronautique) pour les membres du personnel d'Airbus Industrie effectue une rotation le matin sur Toulouse et retour le soir. Appelée La liaison, c'était Air France Hop! qui assurait les vols en ATR-42/500 immatriculé F-GPYC sous numéro de vol « HOP! ». C'était Airlinair qui effectuait les vols avant sa fusion avec les compagnies régionales d'Air France sous la marque commerciale Hop ! et ceci depuis janvier 2007.
Le vol spécial "Airbus Industrie" effectue matin et soir en semaine la liaison : Toulouse>Nantes>Saint-Nazaire>Toulouse.
Depuis le 3 juin 2019, ce vol est exploité par Air Corsica toujours en ATR 42-500 immatriculé F-HAIB, dans les mêmes conditions et ceci pour 5 ans (Air France Hop se délaissant de ses lignes ATR en raison de la sortie de flotte de ce genre d'avion).
En 2024, le contrat d'Air Corsica est renouvelé pour 10 ans. La dynamique de croissance industrielle d'Airbus a nécessité le remplacement de l'ATR 42-500 par un ATR 72-600 de 72 places. Cette liaison représente en moyenne 350 rotations et 35 000 passagers transportés par an.
Histoire de "la liaison":
Depuis 1949, des liaisons aériennes sont organisées entre le site de Toulouse et les divers sites industriels du domaine aéronautique français et européen (Sud aviation, SNIAS, Aérospatiale, Airbus Industries). Des avions comme le Beechcraft D18S, le Potez 840, le Nord 262, la Corvette ont été régulièrement utilisés pour effectuer des vols au départ de Toulouse à destination de Méaulte, Nantes, Saint-Nazaire, Filton, Broughton, Fairford et Séville.
Les vols de liaison entre Filton, Broughton et Séville ont perduré jusqu'en novembre 2009, date de l'arrêt de la Corvette opérées par Airbus Opérations SAS. En revanche, pour répondre à la demande croissante de transport entre Toulouse, Nantes et Saint-Nazaire, un service La liaison a été spécialement créée en janvier 2007 pour le personnel du groupe Airbus et de ses entreprises partenaires, ce qui représente en moyenne 390 vols et 22 000 passagers transportés par an.
La liaison assure un embarquement et débarquement optimisé au plus près des lieux de travail et les horaires des vols sont choisis en fonction des besoins de l'entreprise Airbus.
L'ancienne compagnie Airlinair avait été choisie en janvier 2007, devenue Hop! Air France en 2013 et Air France Hop en 2019, c'est dorénavant Air Corsica qui a obtenu le contrat de liaison pour 5 ans lié à l'arrêt de l'ancien opérateur qui sort de sa flotte les avions ATR.
Elle assure la liaison depuis le 03 juin 2019 en ATR42-500 de 48 places, basé à Toulouse avec personnels navigants et mécaniciens, loué spécialement auprès d'Elix Aviation depuis mai 2009.
Cet appareil a été aménagé au standard d'Air Corsica avec changement intégral des sièges de l'avion plus ergonomique et confortable, recouverts de cuir, espace inter-accoudoirs de 18 pouces, têtières logotées La liaison by Air Corsica.

#### • Liaison Relève d'équipages Ports de Saint-Nazaire et du Havre
À la suite d'un appel d'offres lancé en 2019 par le Port autonome de Saint-Nazaire (Grand port maritime de Nantes - Saint-Nazaire), la compagnie aérienne Twin Jet a remporté la liaison Saint-Nazaire-Le Havre affectée à la relève équipages des porte-conteneurs, en Beechcraft 1900D de 19 places, 2 à 4 fois par mois[pertinence contestée].
| Compagnies  | Destinations                         |
| ----------- | ------------------------------------ |
| Air Corsica | Nantes-Atlantique , Toulouse-Blagnac |
| Twin Jet    | Le Havre (Octeville)                 |

### Lignes historiques
Le 28 octobre 1989, le vol Saint-Nazaire - Paris-Orly est définitivement suspendu, devenu une victime du TGV sur la ligne Paris-Le Croisic. La compagnie TAT avait exploité la ligne Saint-Nazaire-Orly durant 15 ans. Les deux à trois rotations quotidiennes étaient opérées soit en Beechcraft 99 (18 places), Fairchild 227 B (48 fauteuils) ou Embraer 120 (30 places). Cette ligne fonctionnait grâce aux cadres de quelques grosses sociétés de l'arrondissement nazairien.
En 1983, TAT (Touraine Air transport) assurait une liaison vers Deauville.
En 1976/1977, TAT (Touraine Air transport) exploitait la liaison vers Paris-Orly Ouest en VFW 614.
Le 10 juillet 1977, la TAT exploitait la ligne Paris-La Rochelle via Saint-Nazaire en Fokker 27, mais cette escale nazairienne venant pénaliser la ligne (- 21% de passagers sur Paris/La Rochelle), TAT cessait l'escale le 31/03/1978.
Du 2 juillet 1977 au 17 septembre 1977, la TAT exploitait une ligne hebdomadaire Saint-Nazaire-Rennes-Cork et retour en Fokker 27.
De 1958 à fin 1973, c'était Air Inter qui exploitait la ligne vers Paris-Orly. En 1969, elle l'exploitait en Vickers Viscount et en 1972, en Fokker 27-500,.
Cette ligne, sous Air France puis sous Air Inter, était la ligne Paris-La Baule mais la piste de la Baule ne faisant que 900 mètres, c'est à Montoir que les avions atterrissaient (1957). L'agence Air France se trouvait au casino de La Baule. L'Aéroport s'appelait alors pour Air France, l'aéroport de La Baule-Montoir. La liaison était au fil des ans, devenue Paris-La Baule/Saint-Nazaire puis Paris-Saint-Nazaire.
En 1957, du 6 juillet au 22 septembre le samedi et le dimanche uniquement puis entre le 5 juillet et le 21 septembre 1958, Air France assurait les vols vers Londres (Aéroport Central) en DC-3, au départ de Londres "vol AF 931" à 17h00, arrivée à Saint-Nazaire (sous l'appellation de La Baule/Montoir) à 19h15 puis retour "vol AF 930", départ La Baule/Montoir à 9h30, arrivée à Londres à 11h45, ligne reconduite en 1959 et en 1960 avec un avion Vickers Viscount. On retrouve cette ligne en 1964 avec le même avion. On retrouve toujours cette ligne dans les années 70 sur les indicateurs horaires d'Air France, la ligne La Baule/Saint-Nazaire-Londres Heathrow en 1973, vols AF 940/941 en caravelle, en 1975, vol AF 1858/1859 en Fokker 27 ou en 1977 via Deauville (vol AF 1864/1865 en Fokker 27 également).
Eagles Airways a assuré la ligne vers Londres-La Baule (aérogare de Montoir) en Vickers Viking en 1958. Elle est devenue Cunard Eagle Airways et proposait la ligne vers Londres en DC-6C (en 1960), puis en Vickers Viscount (en 1961 et 1963). Elle a proposé une ligne vers Manchester à l'été 1960. Elle est devenue British Eagle International Airlines par la suite et a assuré la ligne vers Londres via Dinard en Vickers Viscount en 1964, en Bristol Britannia et BAC 1-11 en 1966 via Dinard ou sans escale, en Bristol Britannia en 1968 vers Londres via Dinard.
La compagnie Taxi Avia France (TAF), connue également sous l'appellation "Avia Taxi France" avait une de ses deux bases à St Nazaire et exploitait en 1974, la ligne St Nazaire-Nantes-Toulouse en Fokker 27/200. Elle exploitait également en Beech Airliner 99 avec un équipage de la compagnie TAT, la ligne Londres-Saint-Nazaire via Dinard.
Une compagnie « Chantiers de l'Atlantique » aurait existé de 1965 à 1967,,,.
En 1995, la plateforme servait de site d'entrainement pour les compagnies Brit'Air et Régional Airlines.

## Statistiques
| Année | Nombre de Passagers | Nationaux | Internationaux | Mouvements Avions | Commerciaux | Non Commerciaux |
| ----- | ------------------- | --------- | -------------- | ----------------- | ----------- | --------------- |
| 2006  | 11 958              | 11 958    | 652            | 5 822             | 967         | 4 855           |
| 2007  | 12 604              | 11 672    | 927            | 5 994             | 1 695       | 4 299           |
| 2008  | 15 465              | 14 998    | 465            | 4 626             | 1 744       | 2 882           |
| 2009  | 17 031              | 16 951    | 80             | 3 937             | 1 716       | 2 221           |
| 2010  | 15 618              | 15 543    | 75             | 4 080             | 1 609       | 2 471           |
| 2011  | 14 499              | 14 424    | 75             | 6 047             | 1 572       | 4 475           |
| 2012  | 20 318              | 20 269    | 49             | 6 516             | 1 802       | 4 714           |
| 2013  | 24 793              | 24 709    | 80             | 5 869             | 1 876       | 3 993           |
| 2014  | 22 459              | 22 268    | 180            | 6 347             | 1 820       | 4 527           |
| 2015  | 22 671              | 22 556    | 115            | 6 787             | 1 848       | 4 939           |
| 2016  | 24 316              | 23 882    | 429            | 7 411             | 2 027       | 5 384           |
| 2017  | 22 242              | 22 064    | 178            | 7 223             | 1 986       | 5 237           |
| 2018  | 21 177              | 21 126    | 51             | 6 407             | 1 659       | 4 748           |
| 2019  | 18 100              | 18 025    | 75             | 6 691             | 1 651       | 5 040           |
| 2020  | 4 208               | 4 207     | 1              | 3 789             | 919         | 2 870           |
| 2021  | 3 464               | 3 464     | 0              | 5 605             | 1 005       | 4 600           |
| 2022  | 6 859               | 5 077     | 41             | 9 056             | 1 254       | 7 802           |
| 2023  | 9 933               | 9 933     | 0              | 8 260             | 1 533       | 6 727           |
| 2024  | 10 793              | 8 487     | 185            | 7 883             | 1 767       | 6 116           |

## Galerie photographique

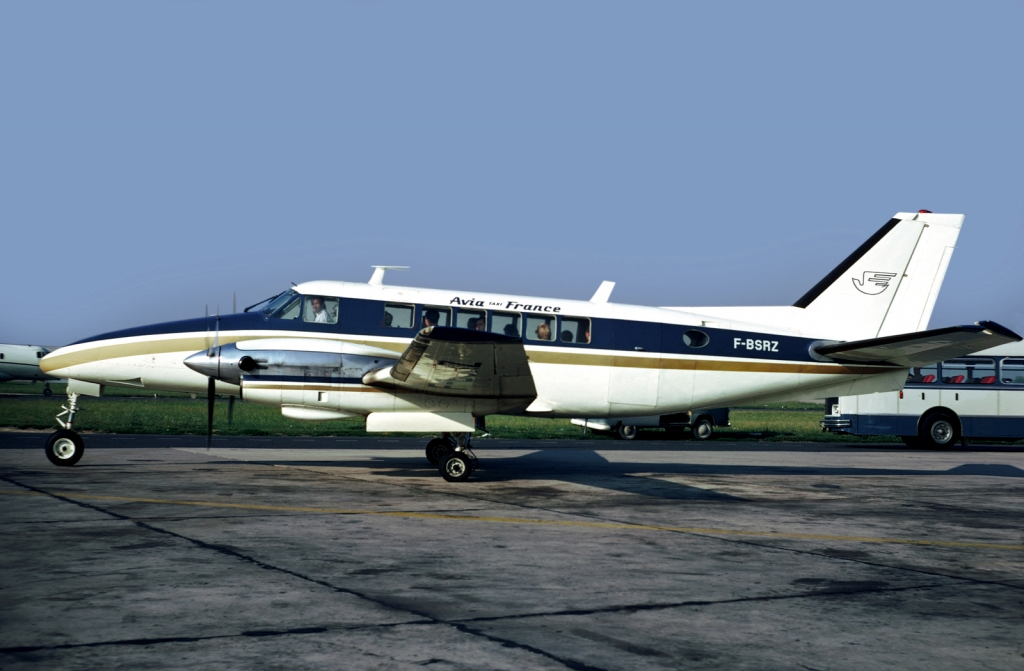
Beech Airliner 99 de la compagnie TAF (Taxi Avia France) en 1971.
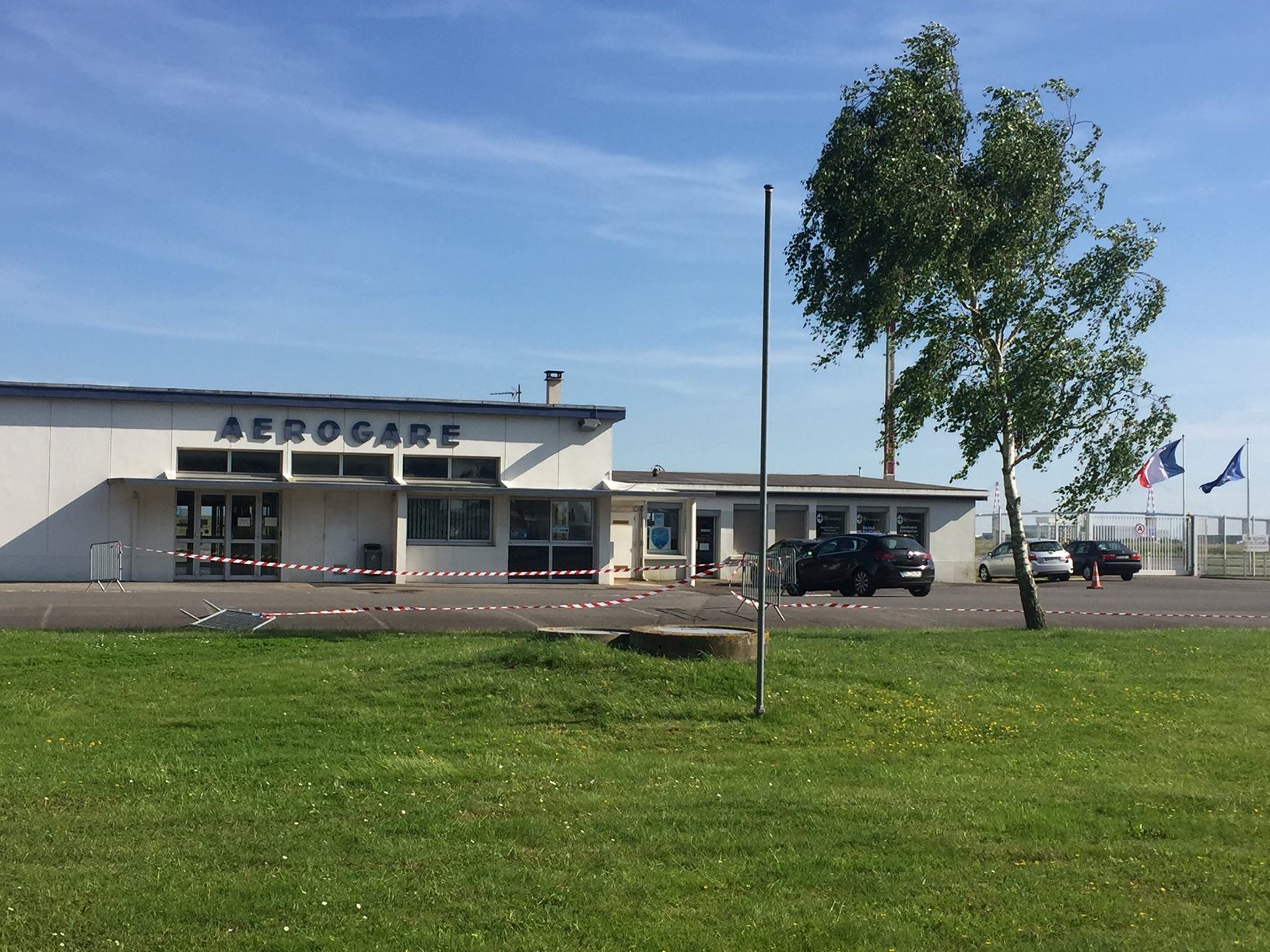
Aérogare de Saint-Nazaire (Juin 2016).
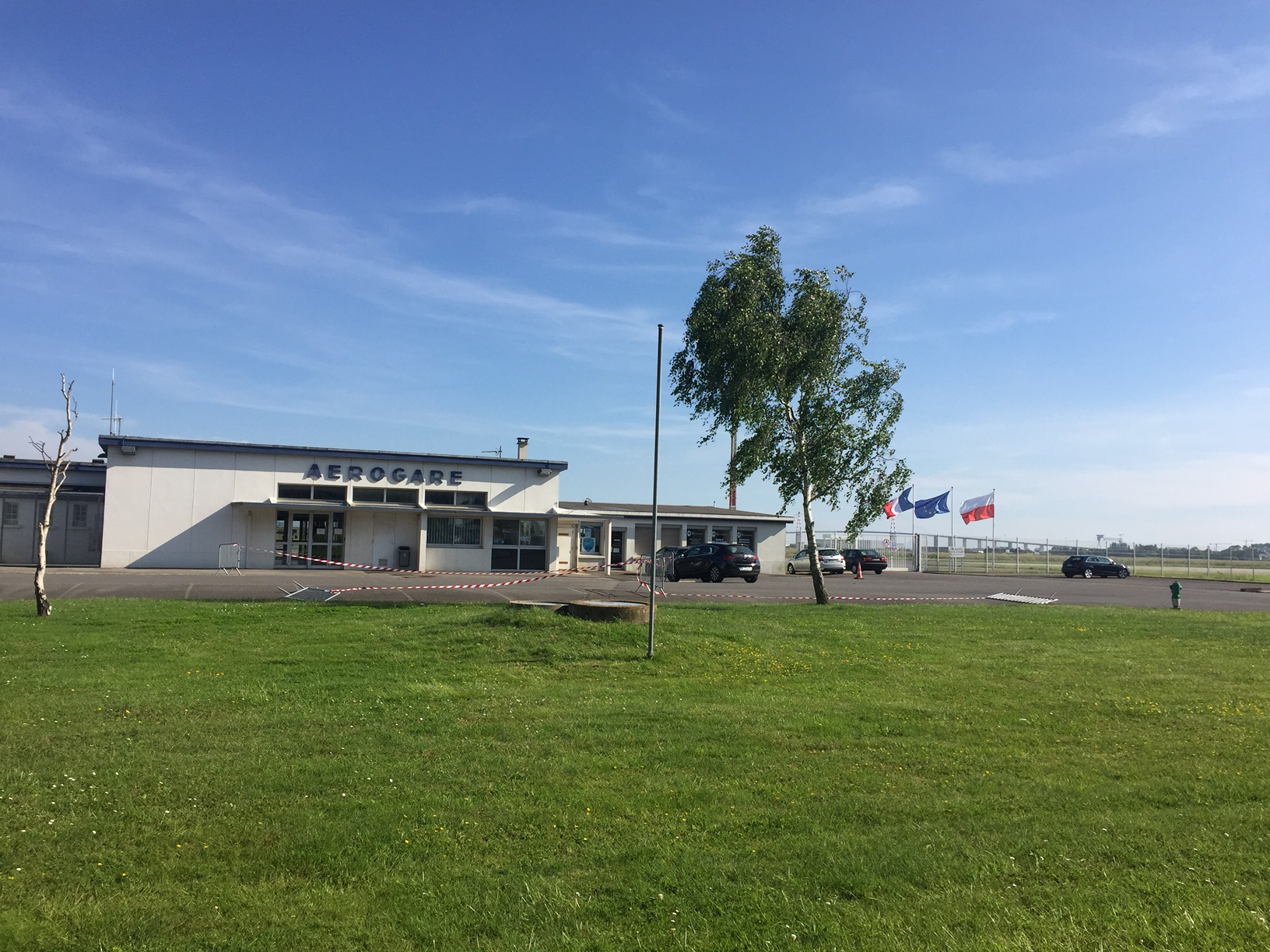
Aérogare avec vue sur le pont de Saint-Nazaire en arrière-plan (à droite).
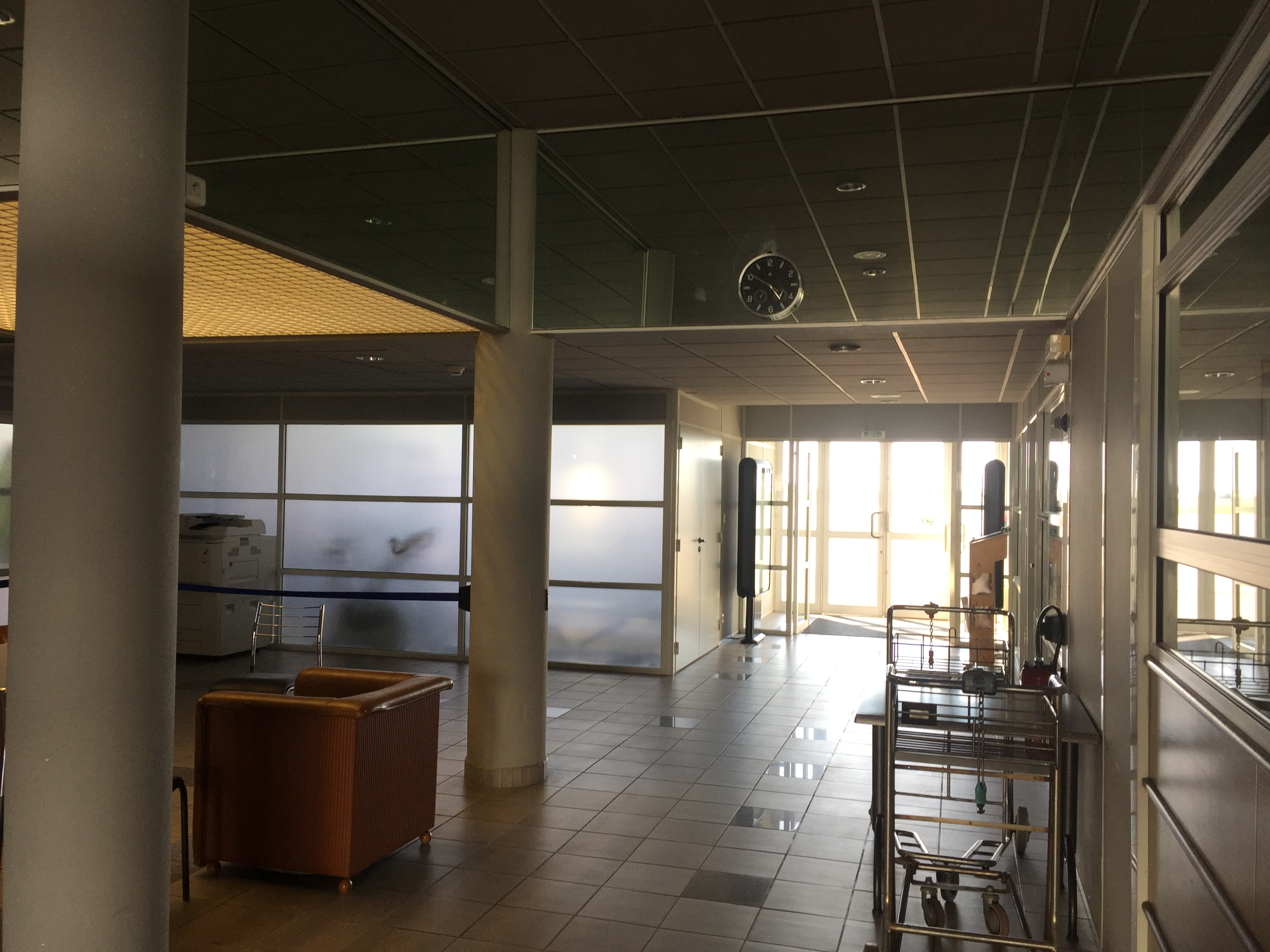
Hall d'entrée de l'aéroport de Saint-Nazaire.
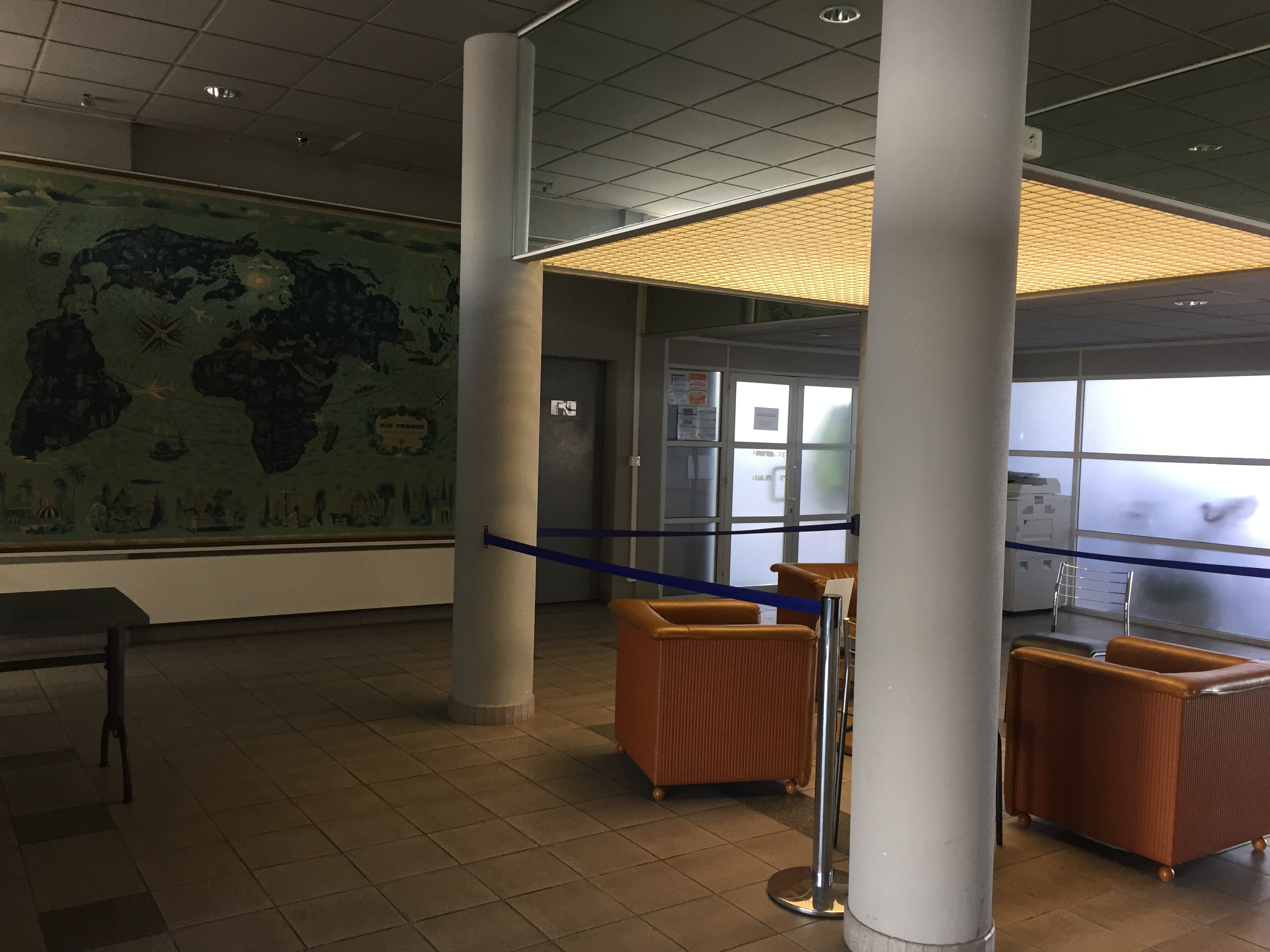
Hall de l'aérogare de Saint-Nazaire.
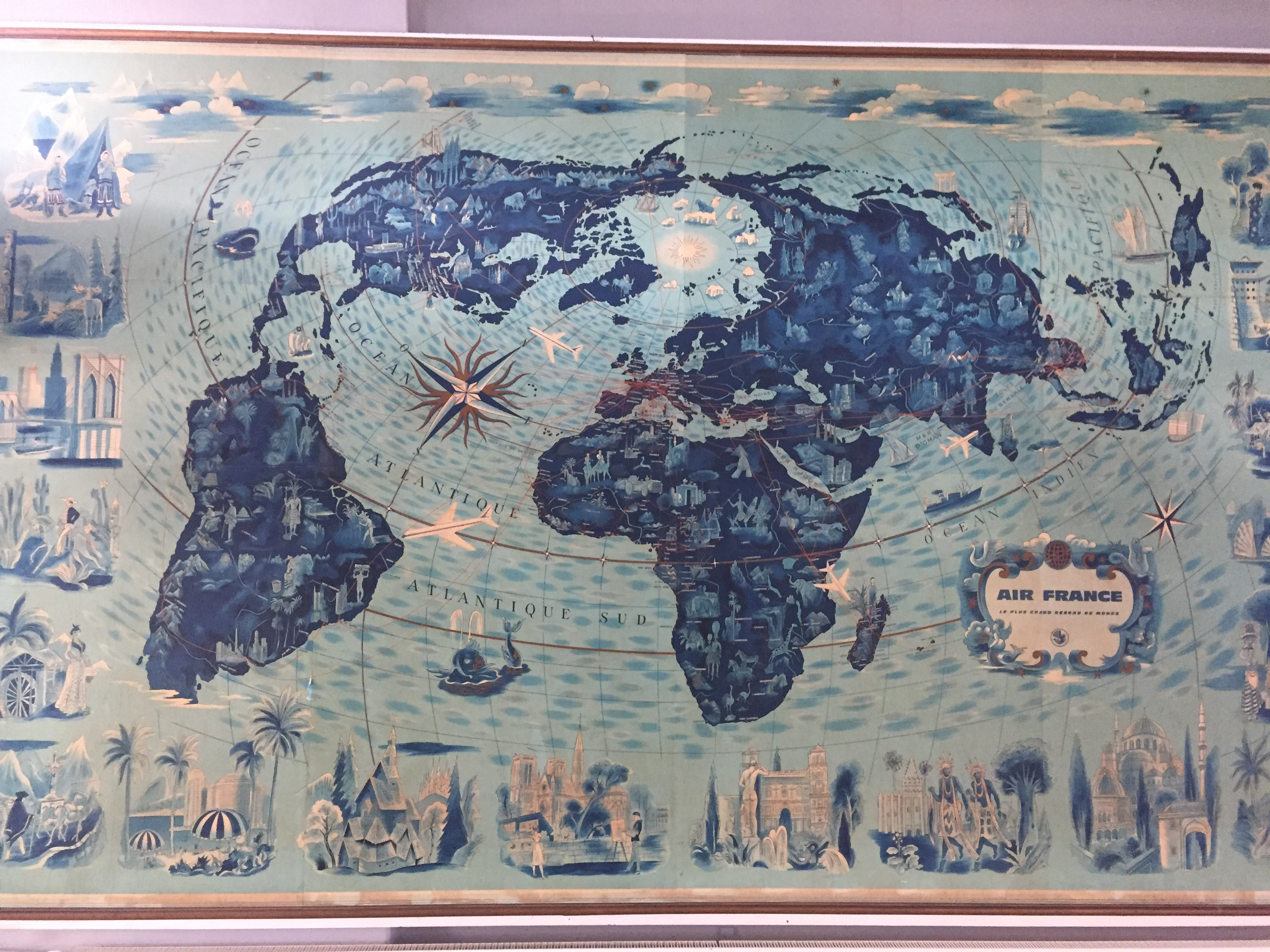
Ancienne carte d'Air France ornant le hall d'accueil de l'aérogare de St-Nazaire (datant de la période des vols Air France 1950-1958)
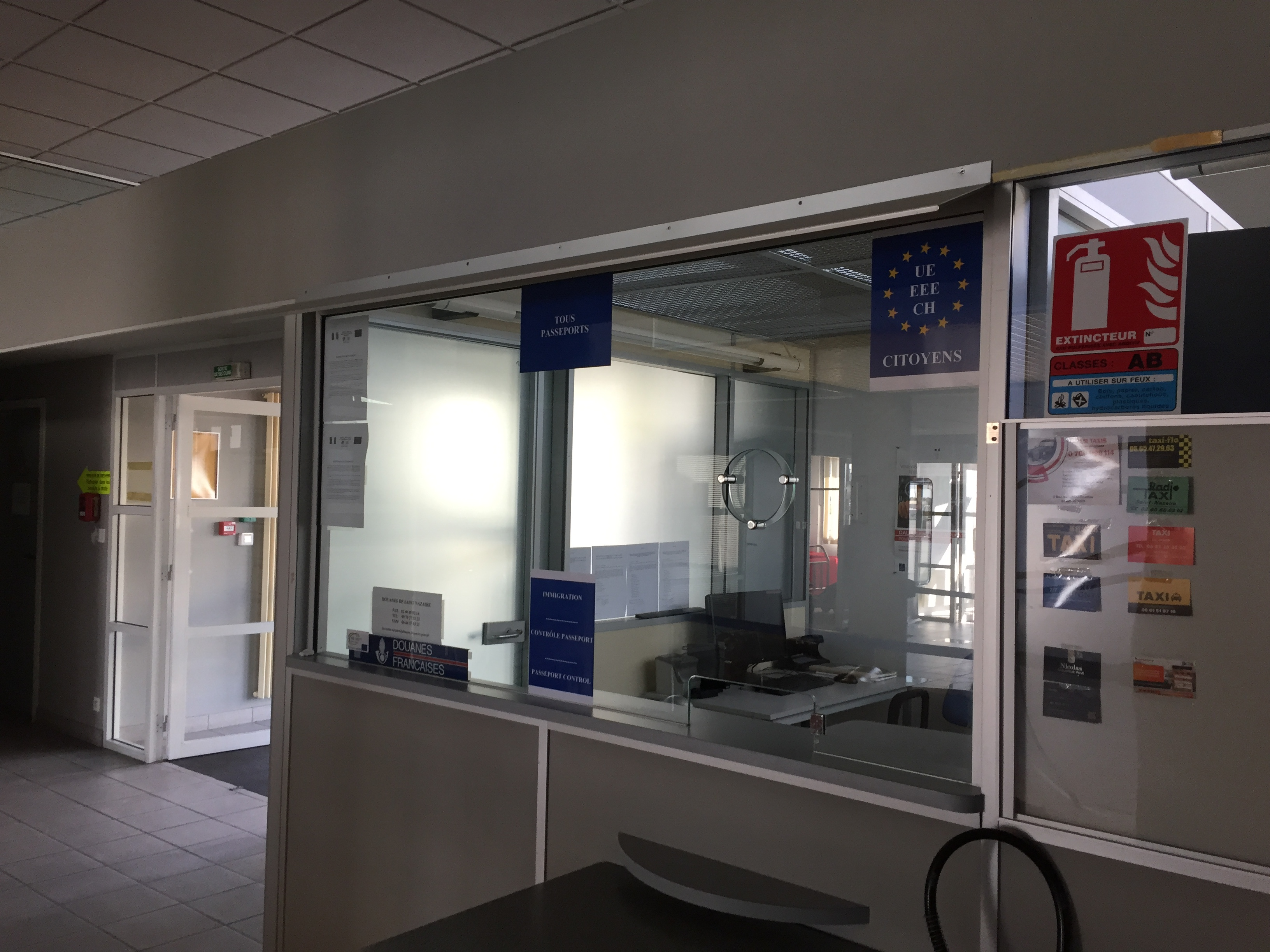
Poste frontalier des douanes françaises à l'aéroport de St-Nazaire.
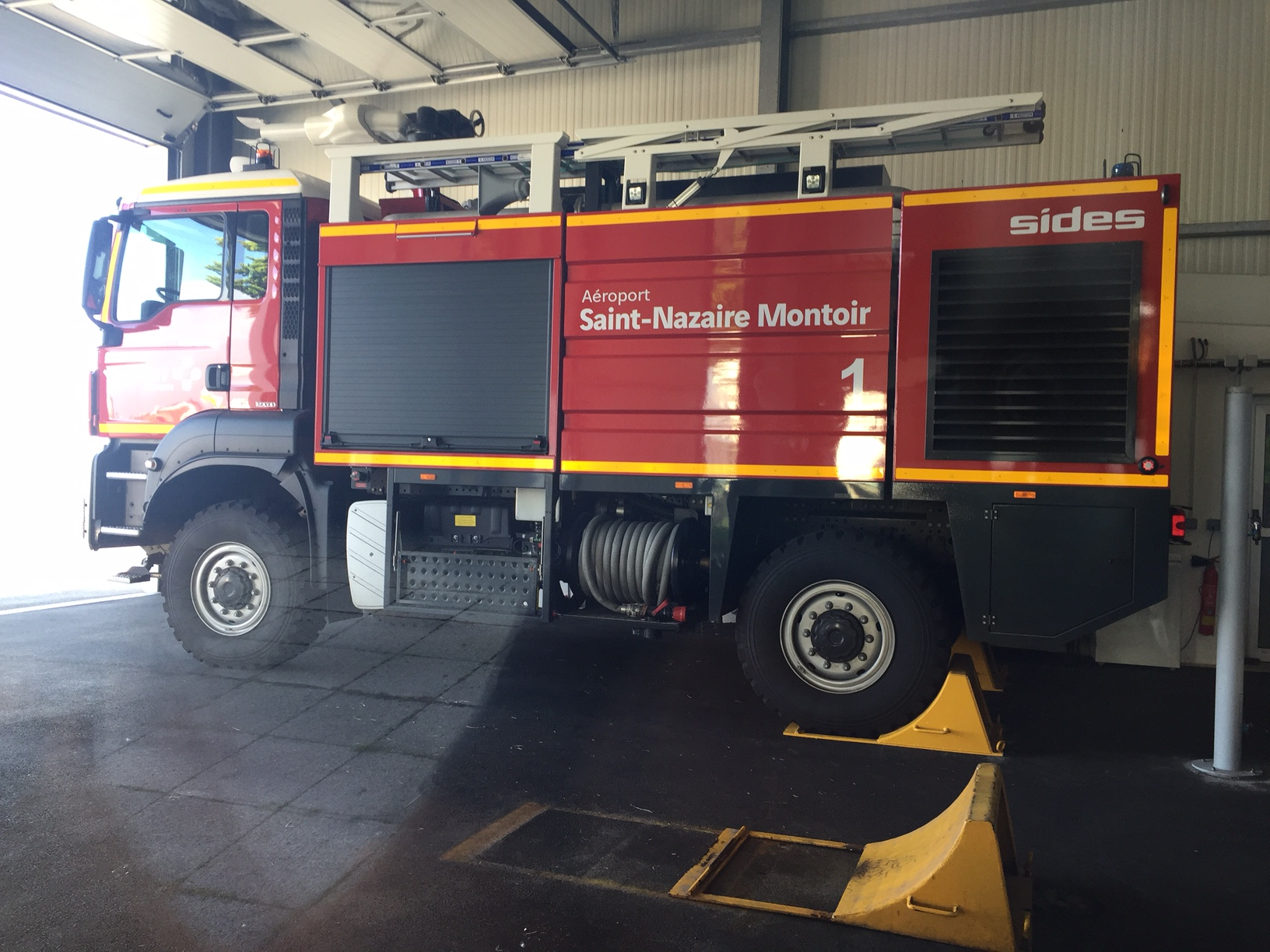
Camion des pompiers chargé de l'aéroport de Saint-Nazaire.
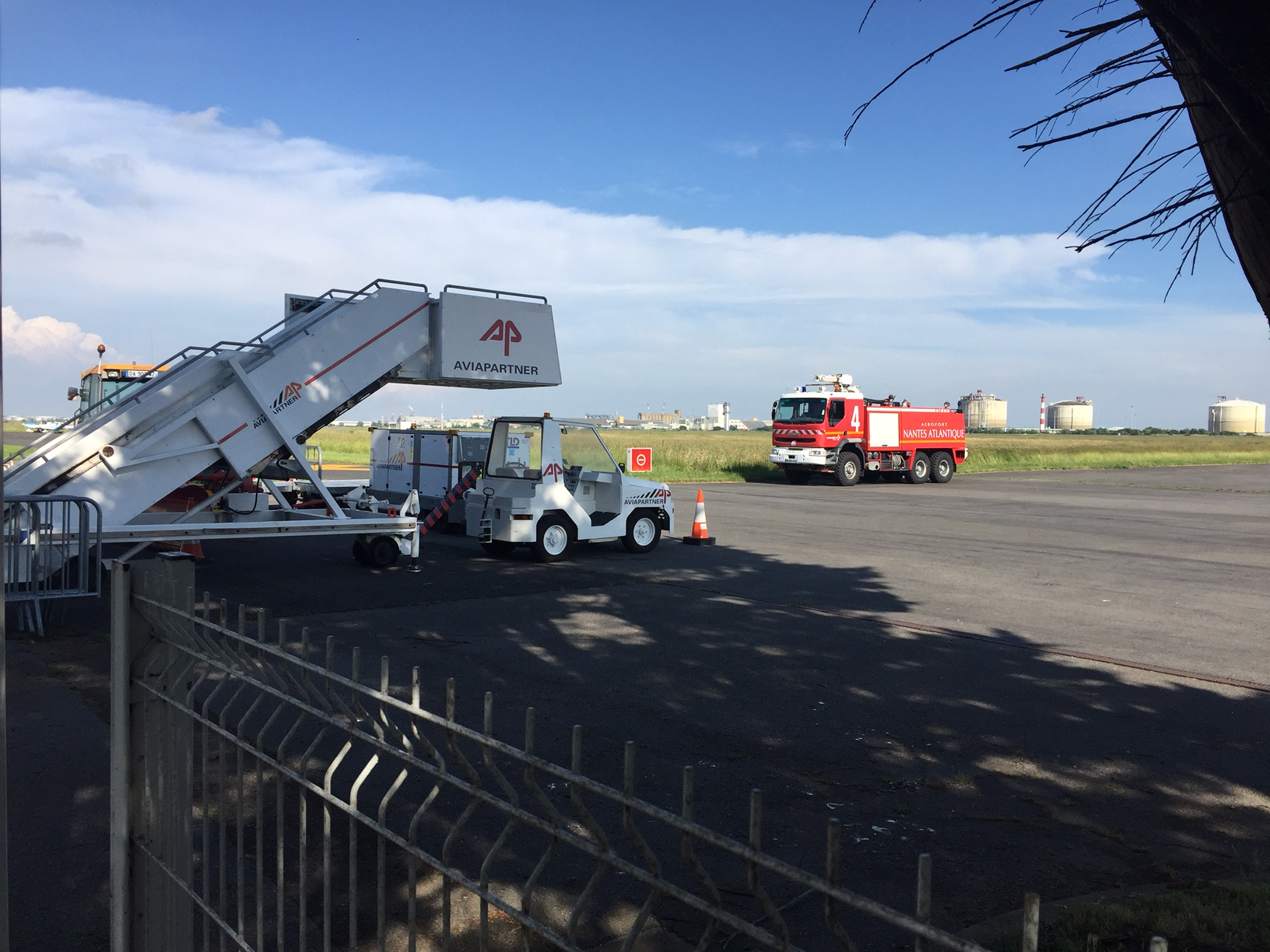
Matériel de l'aéroport.
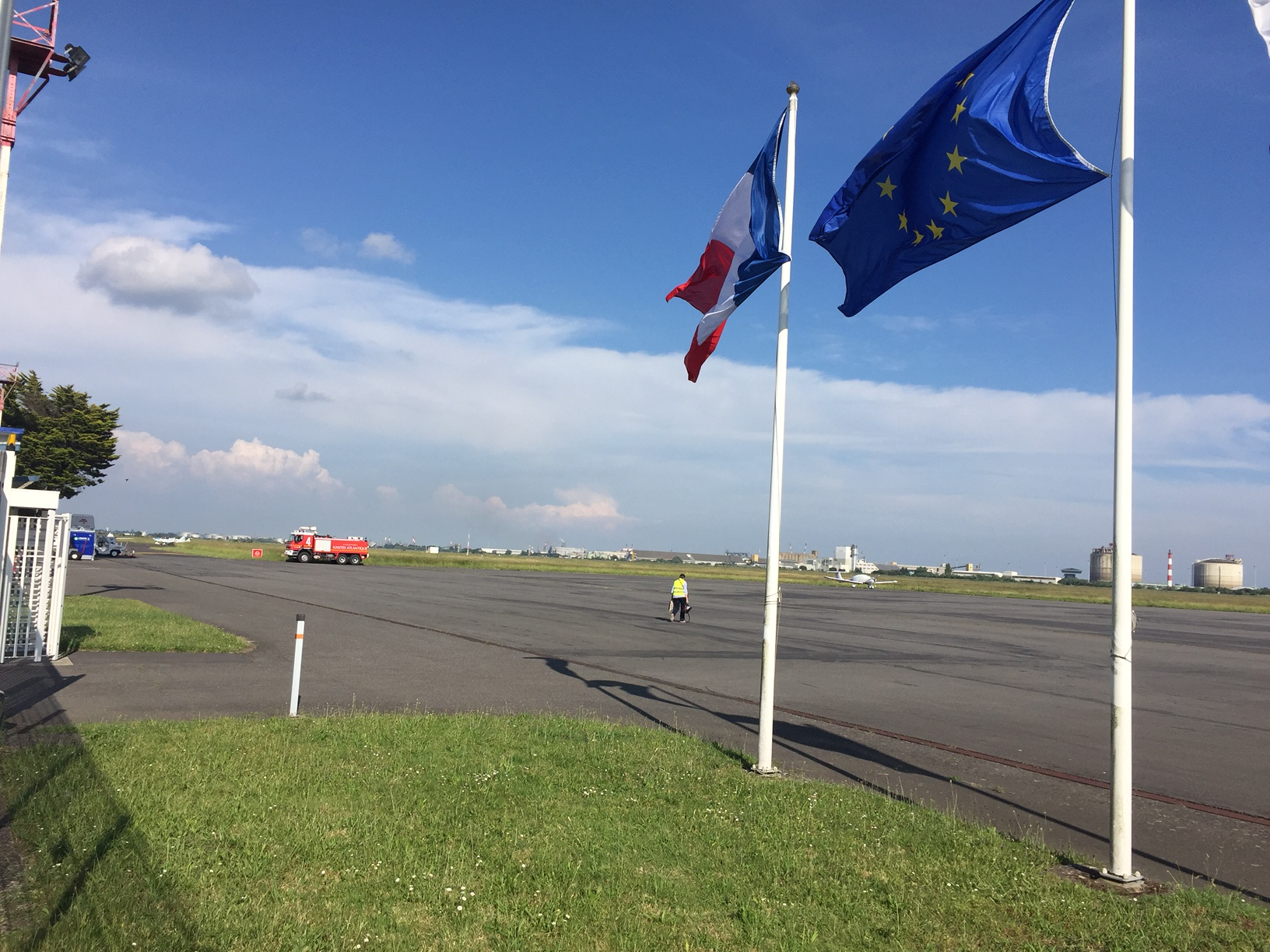
Tarmac de l'aéroport.
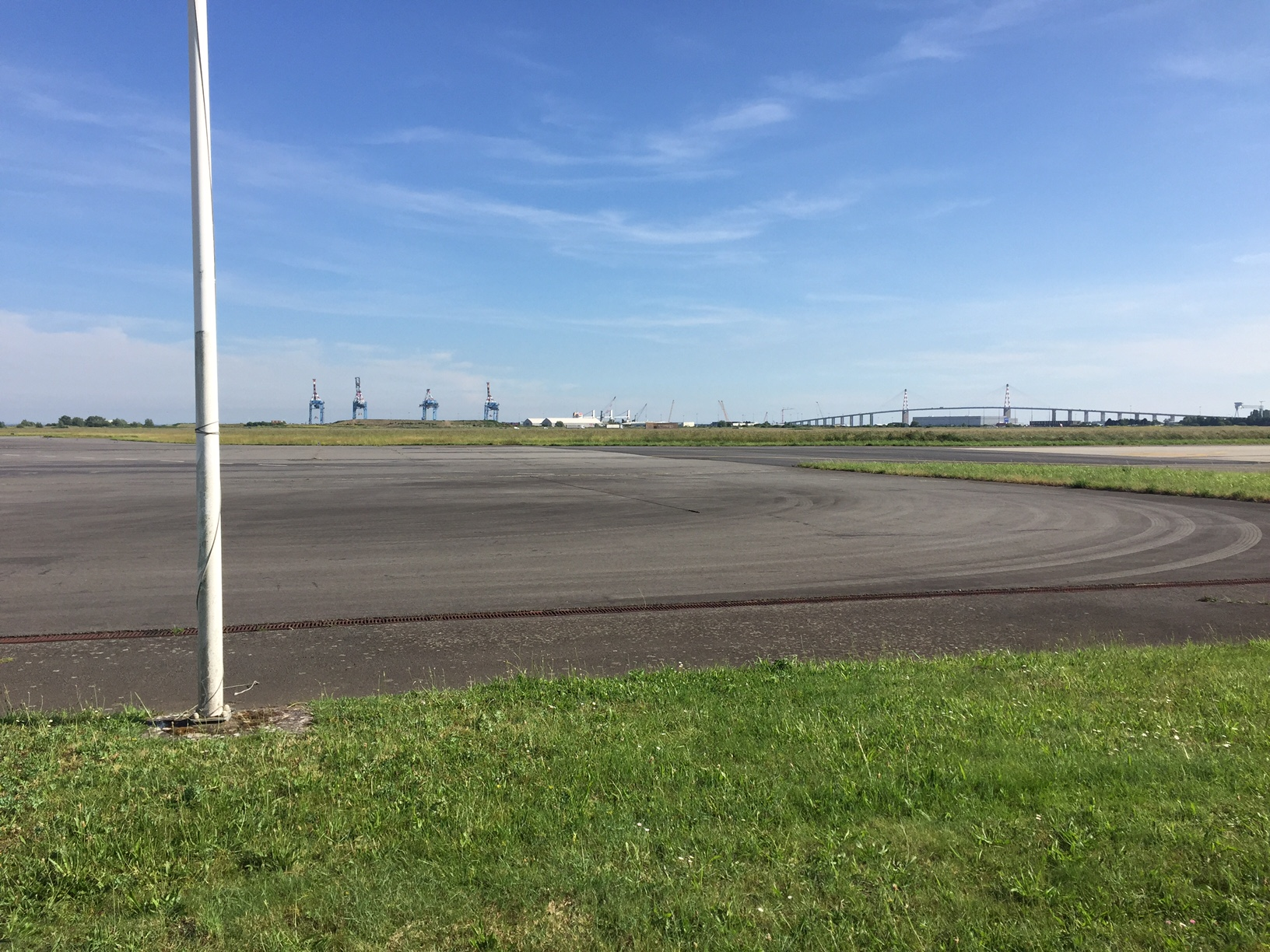
Tarmac avec vue sur le pont de Saint-Nazaire.
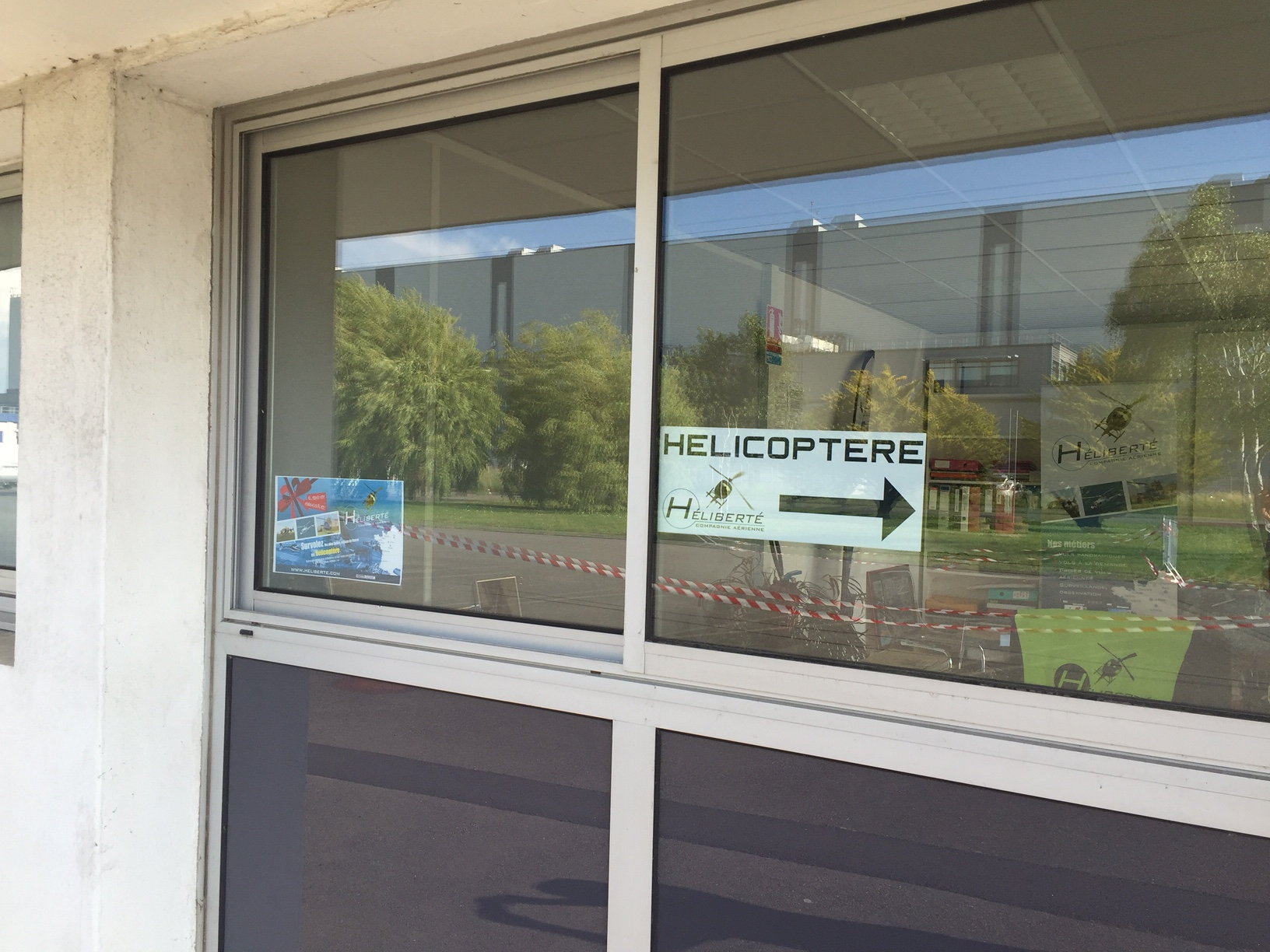
Bureau Héliberté Aéroport Saint Nazaire.
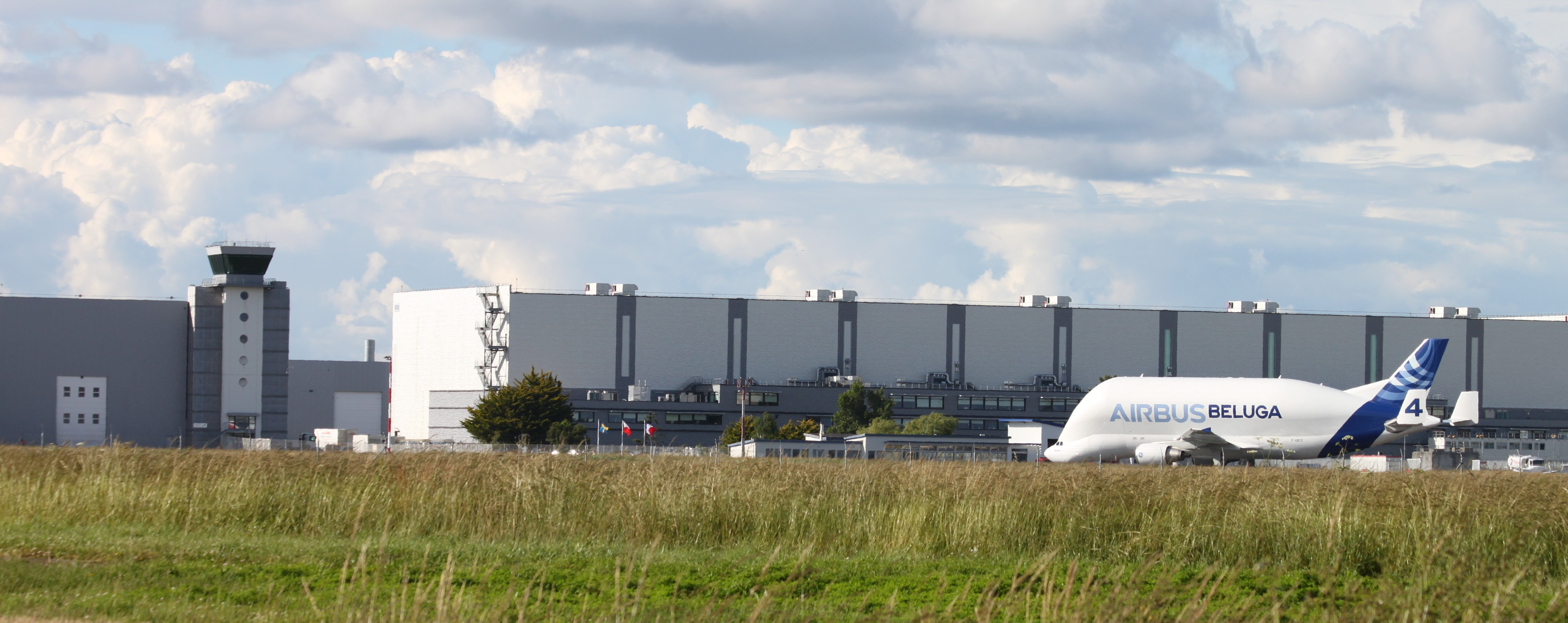
Le BELUGA devant l'Aérogare de Saint Nazaire.
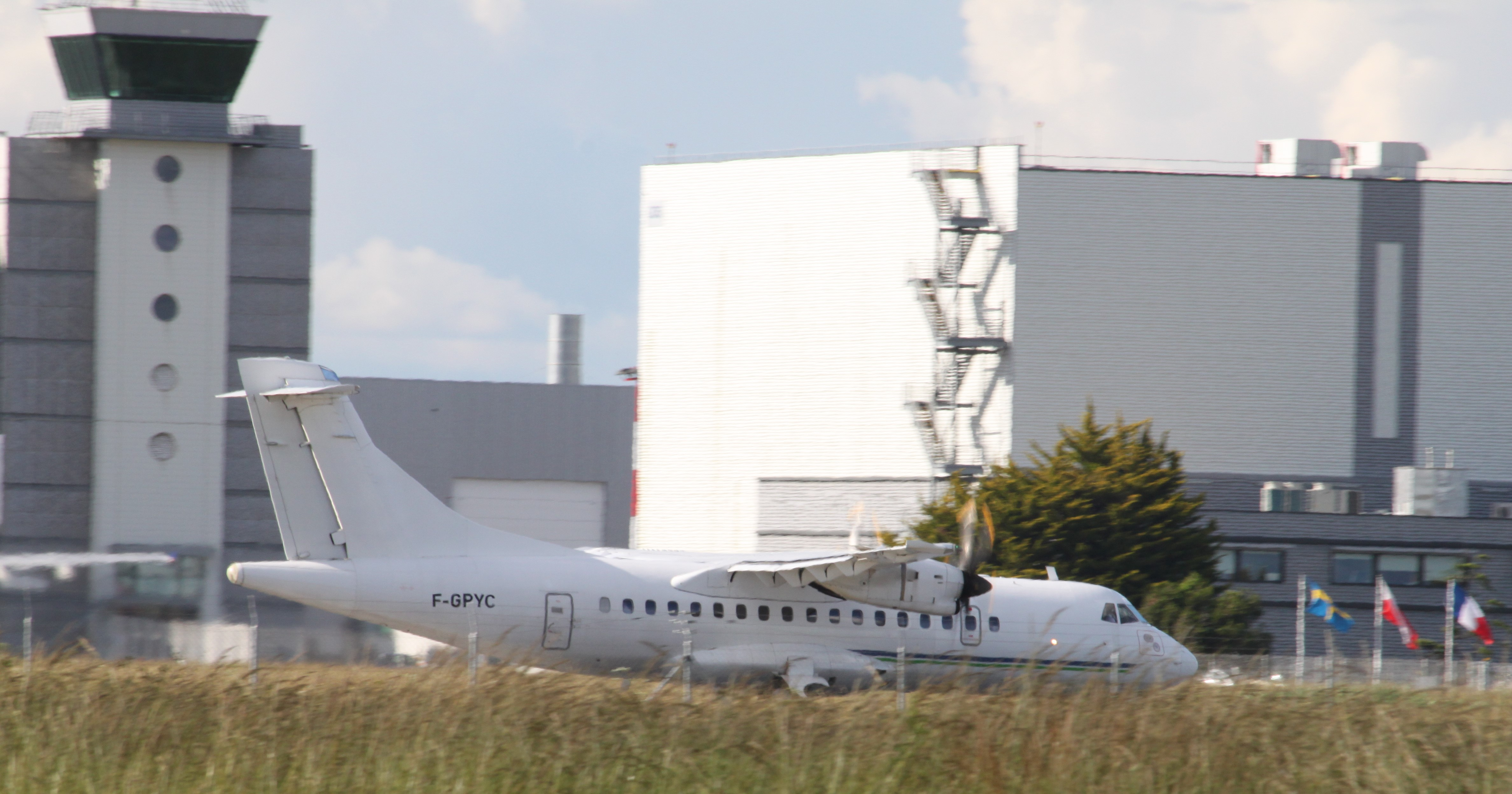
ATR 42-500 Hop ! pour Toulouse (Juin 2016).
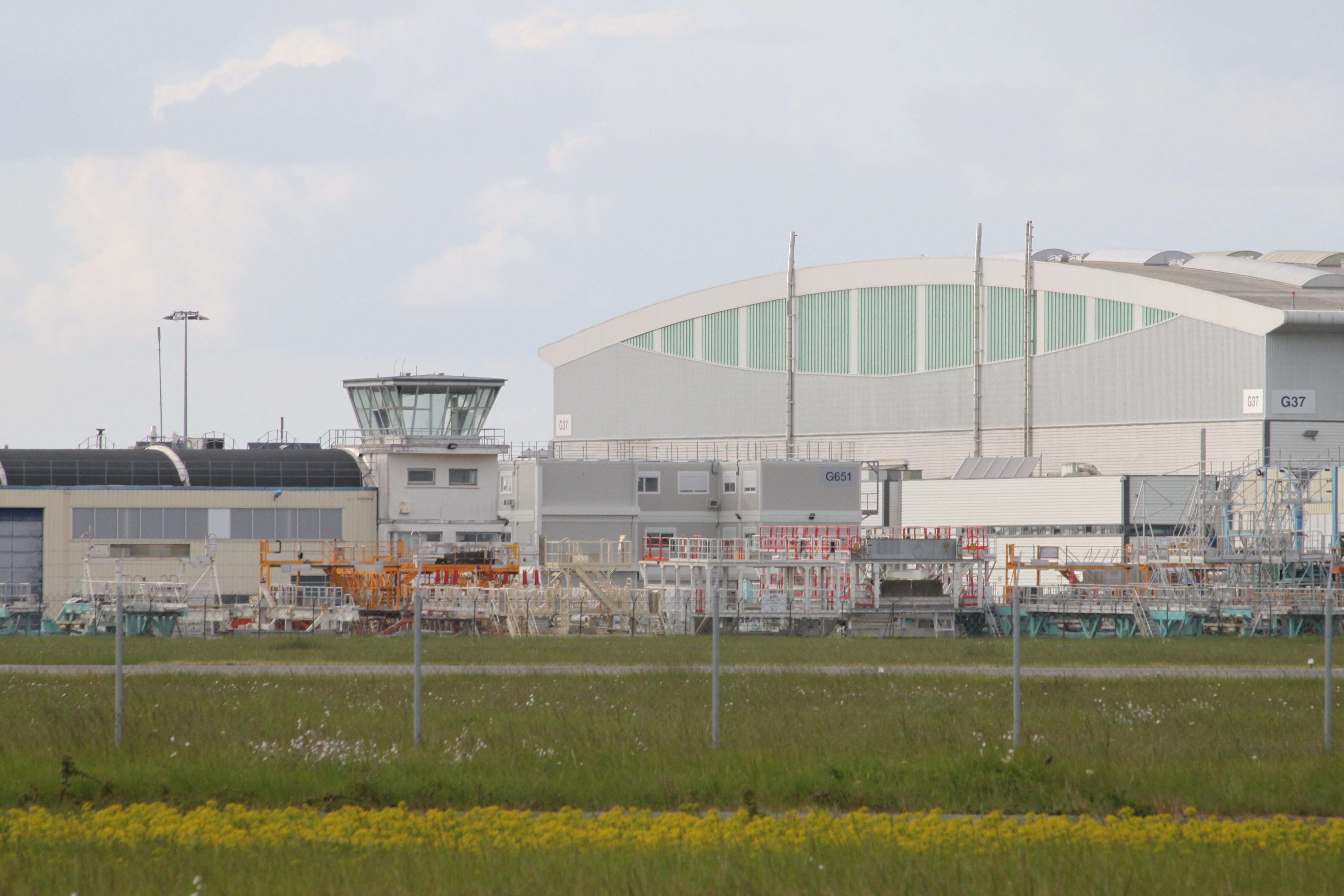
Ancienne tour de contrôle de l'aéroport de Saint-Nazaire (site Airbus Industrie)
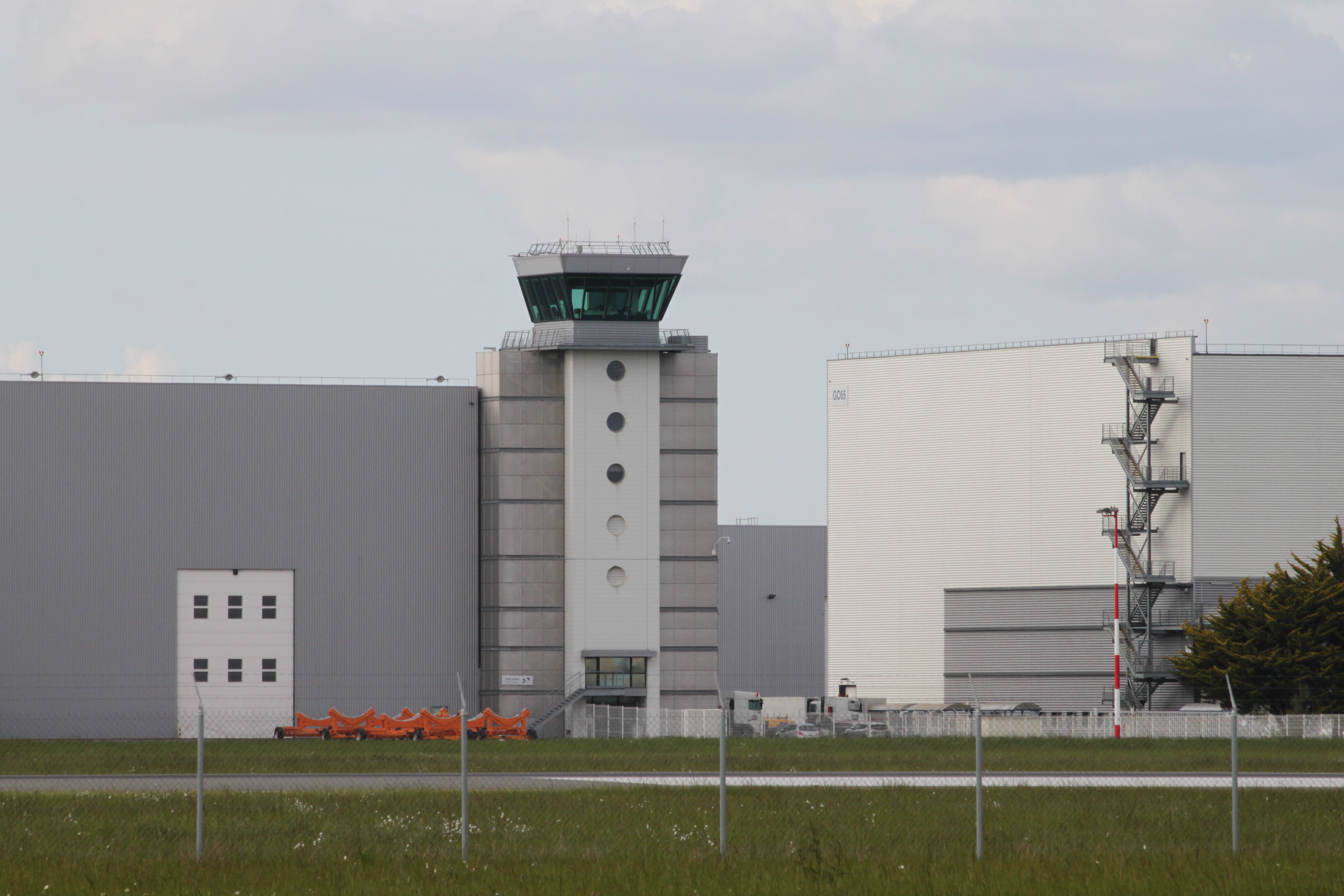
Tour de contrôle de l'aéroport (site Airbus Industrie)
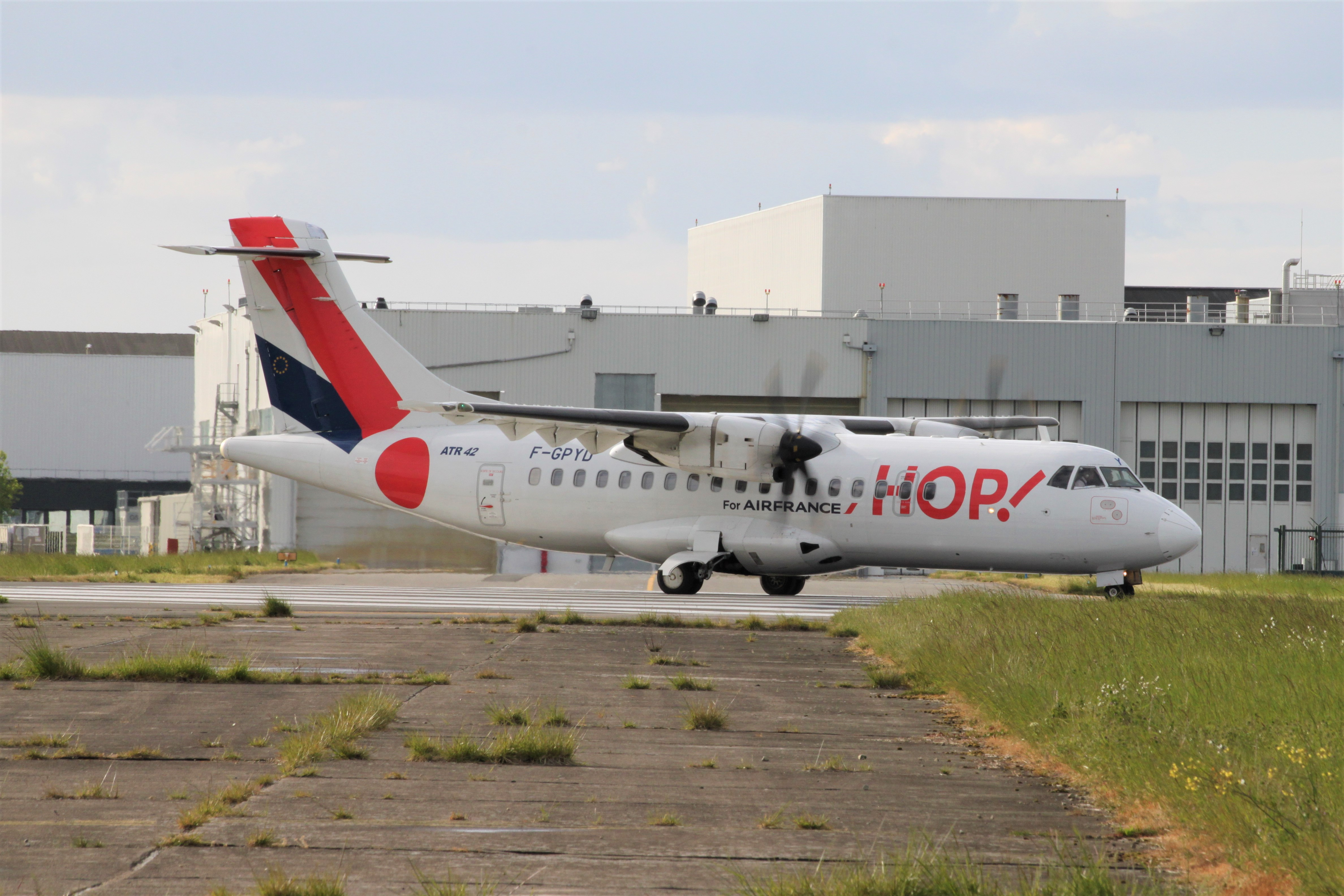
ATR 42-500 Hop ! for Air France F-GPYD sur l'aéroport de Saint-Nazaire en direction de Toulouse (Vol régulier réservé Airbus Industrie)
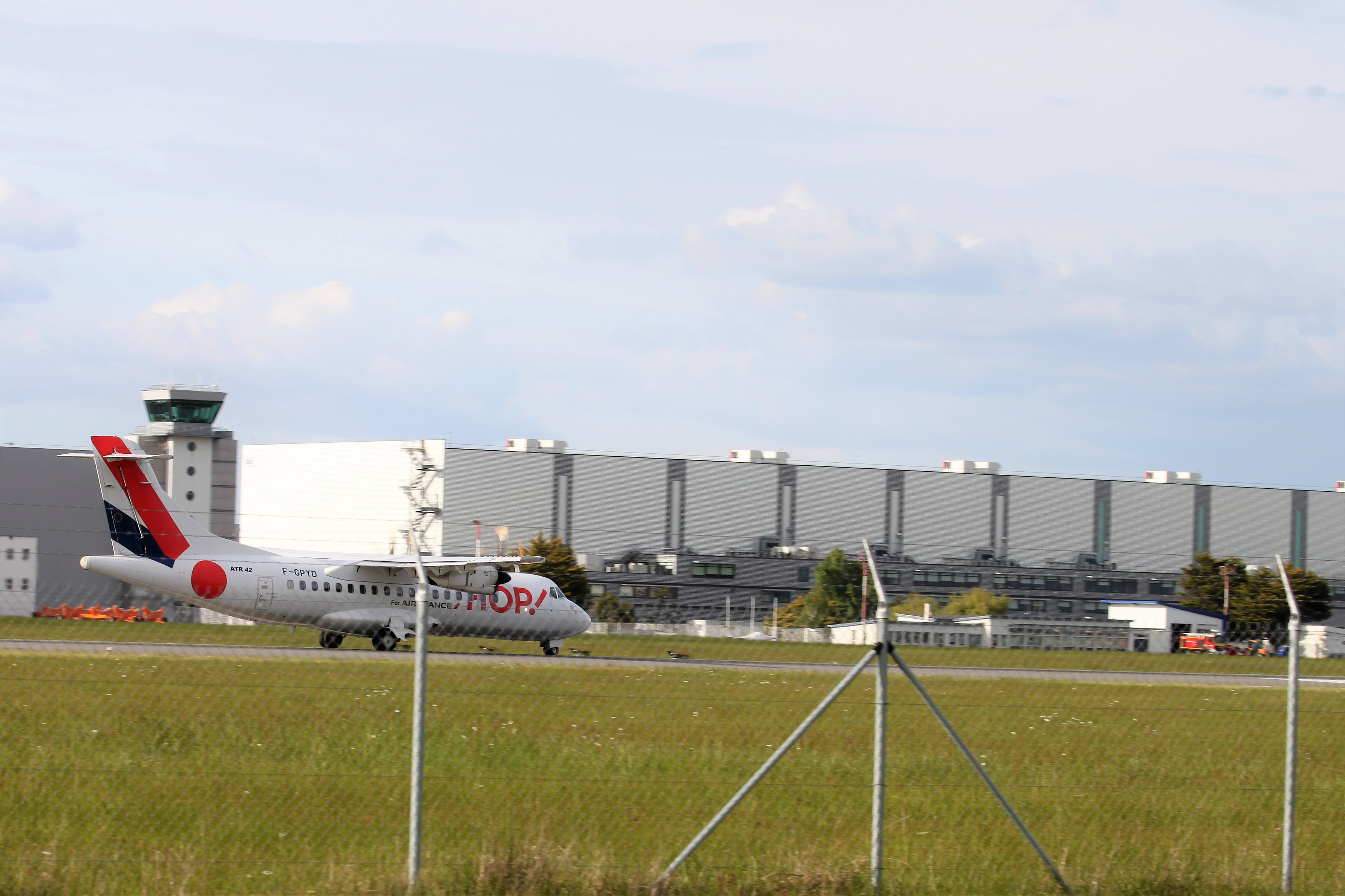
Décollage de l'ATR 42-500 Hop! for Air France direction Toulouse (Avril 2017)
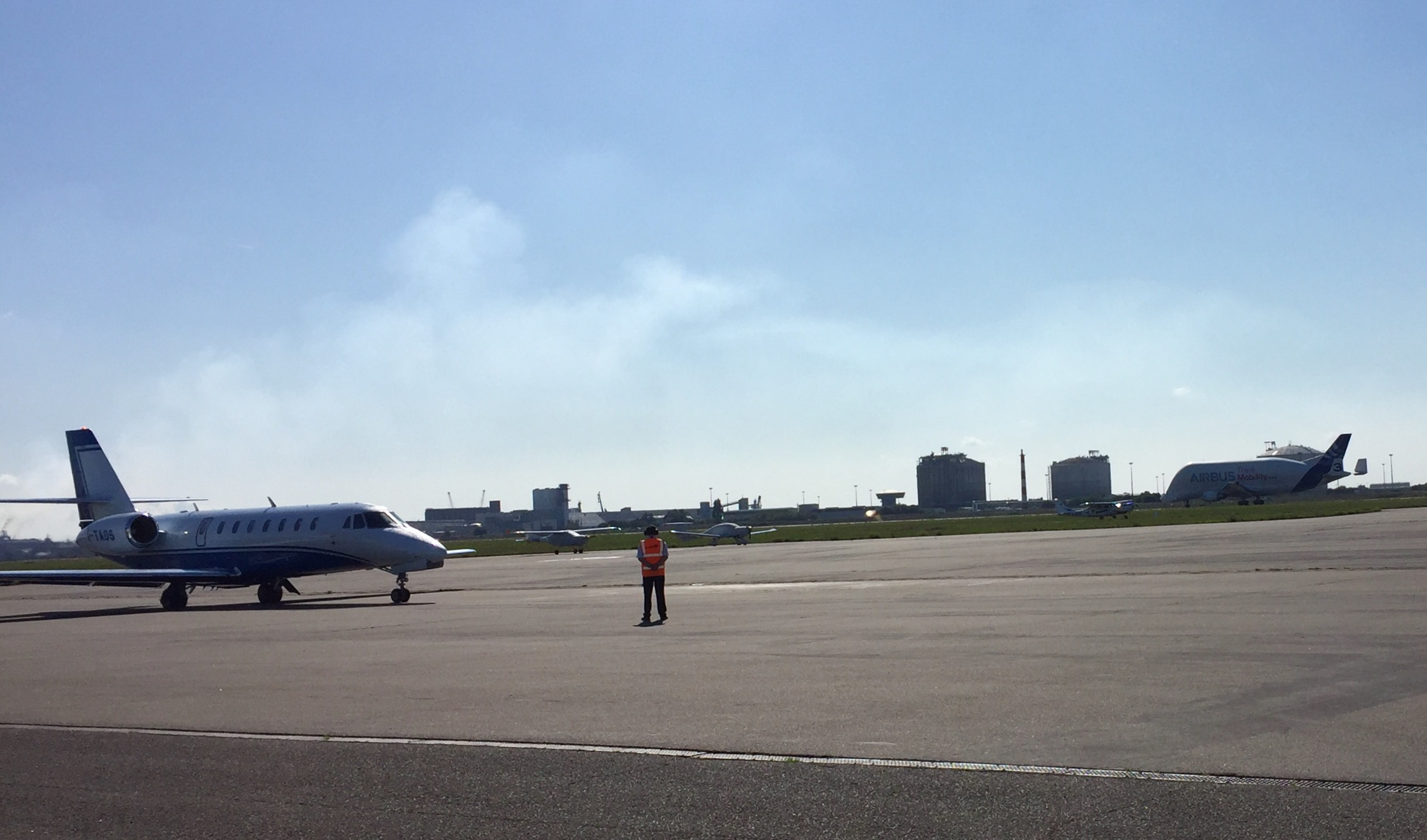
Activité d'affaire et Fret Airbus un samedi matin (Sept.2017).
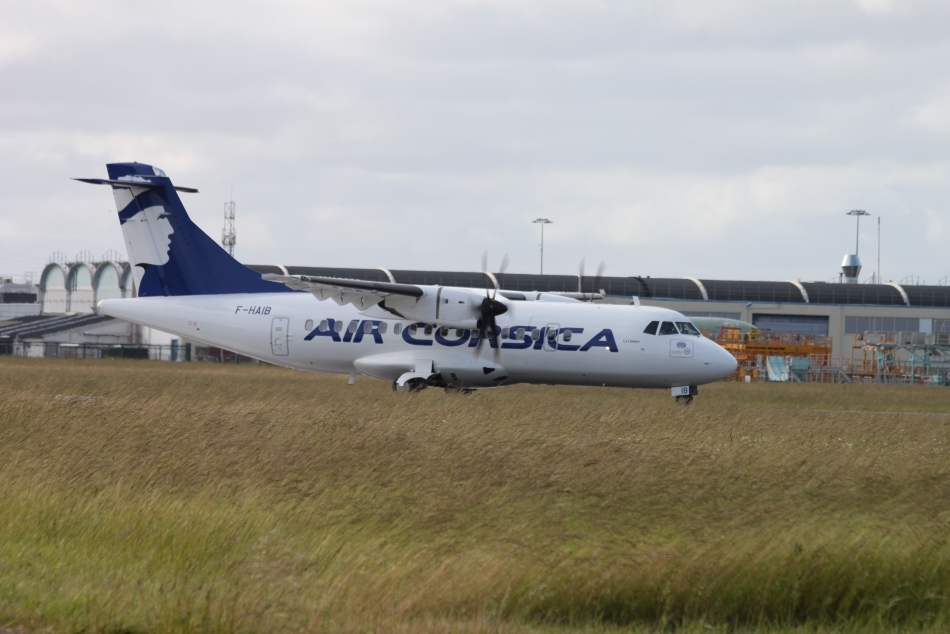
ATR 42-500 d'Air Corsica assurant la ligne spéciale "Airbus" pour Toulouse (Juin 2019).
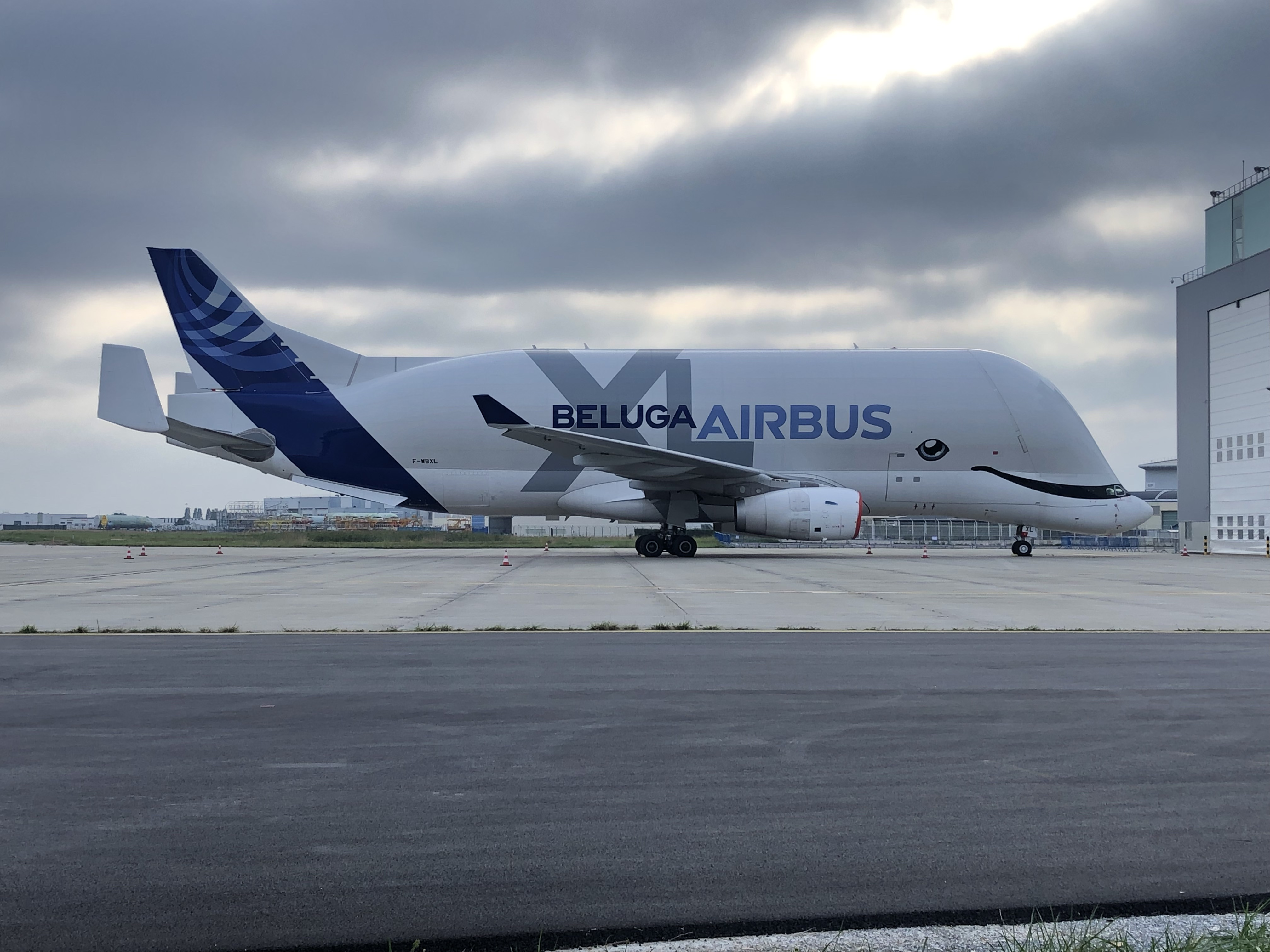
Airbus "Beluga XL" lors de son premier jour à St-Nazaire le 27/08/2019.
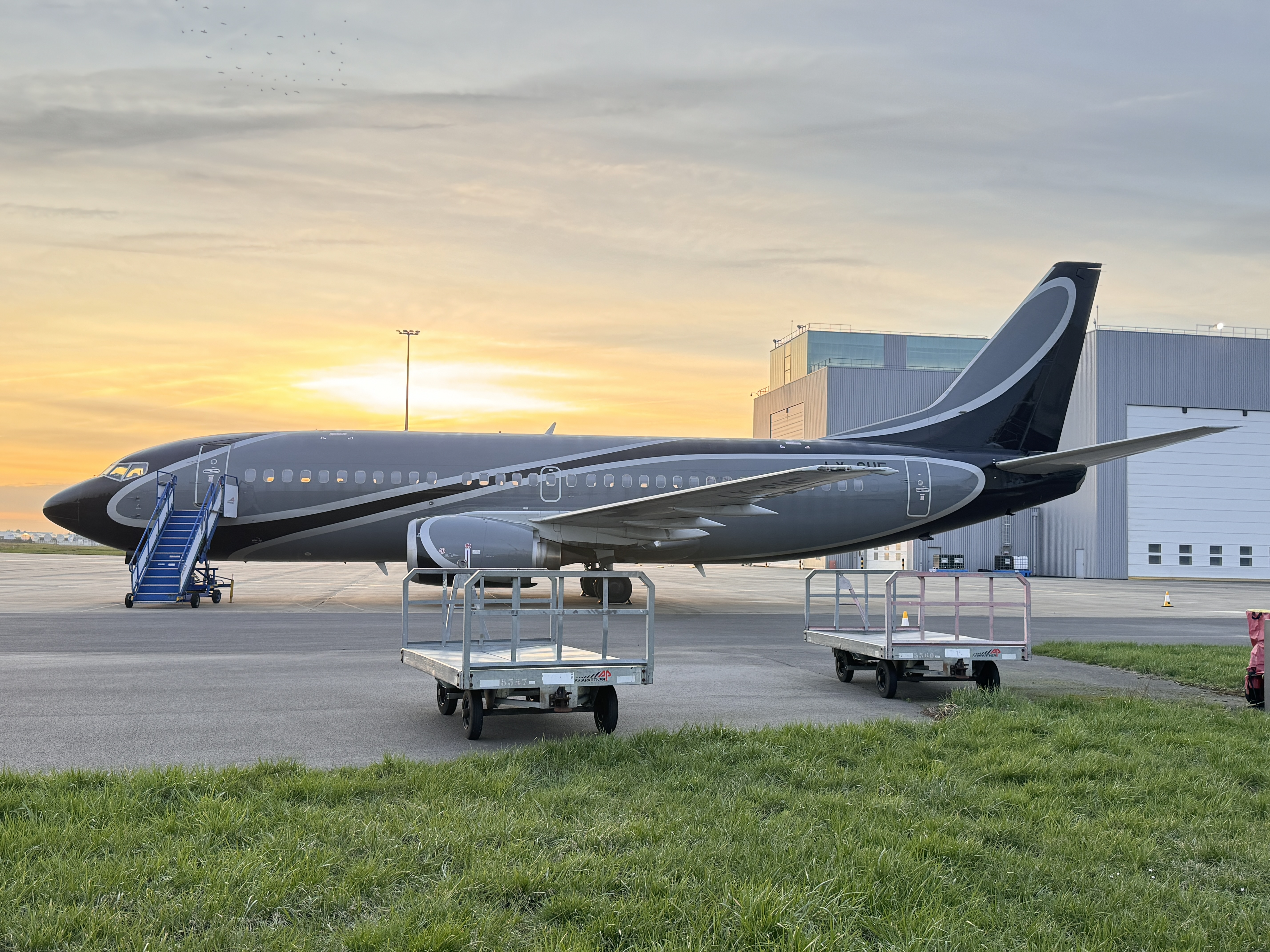
Boeing 737 KlasJet immatriculé LY-CHF lors de la venue du PSG jouant contre Nantes le 17/02/2024
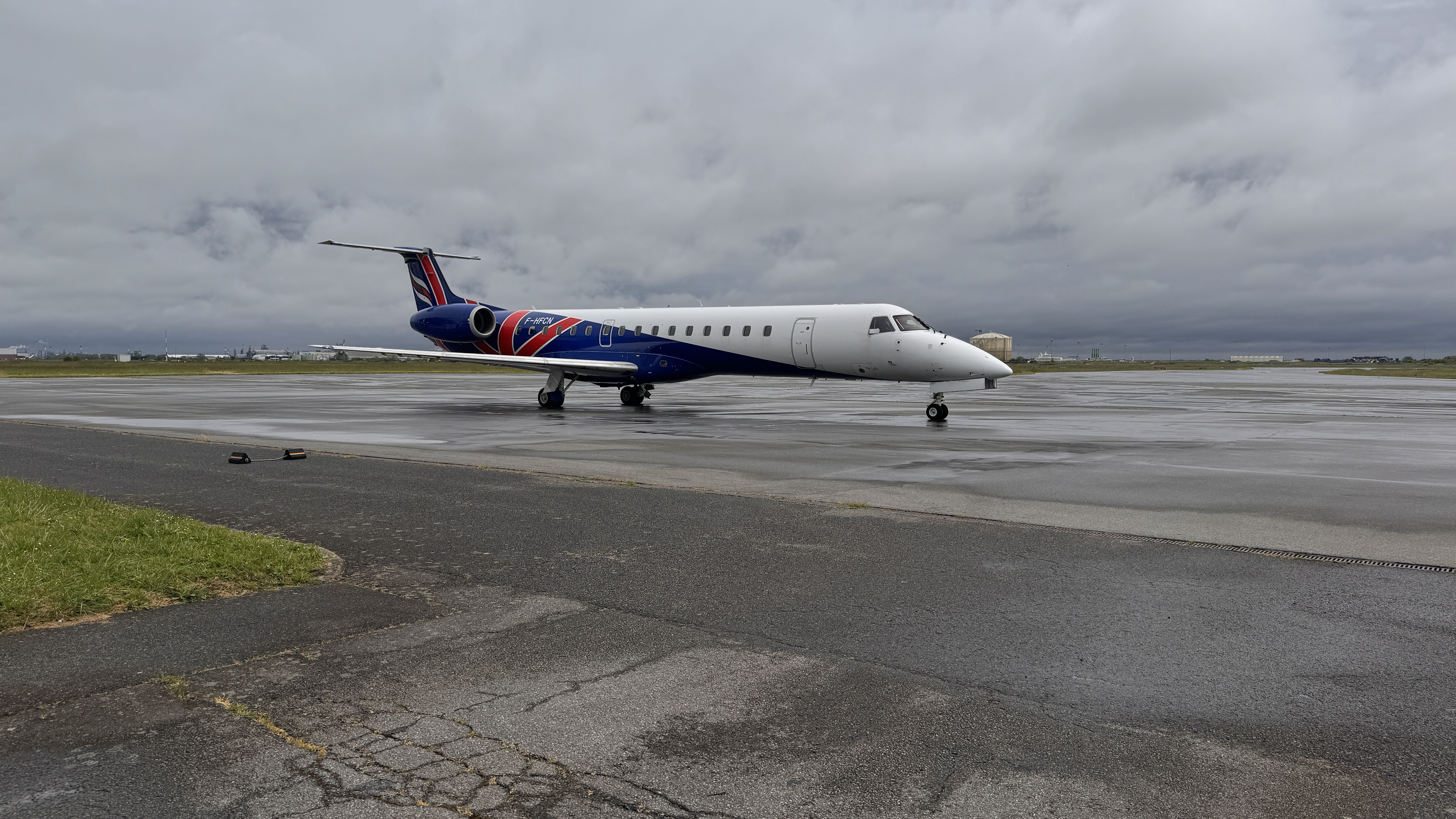
Embraer 145 F-HFCN de Thalair pour les joueurs du FC Nantes sur l'aéroport de Saint-Nazaire en avril 2024

## Logos

Logo actuel (2019-2020).
Ancien logo (2016).
Ancien logo (2013).